# Derek Roy
Derek Leonard Roy (* 4. Mai 1983 in Ottawa, Ontario) ist ein ehemaliger kanadischer Eishockeyspieler. Der Center bestritt in elf Spielzeiten über 700 Partien für sechs Teams in der National Hockey League (NHL), den Großteil davon für die Buffalo Sabres, die ihn im NHL Entry Draft 2001 an 32. Position ausgewählt hatten. Den Herbst seiner Karriere verbrachte er in diversen europäischen Ligen und lief dabei unter anderem zwei Jahre für den EHC Red Bull München auf. Mit der kanadischen Nationalmannschaft gewann Roy unter anderem zwei Weltmeisterschafts-Silbermedaillen sowie die Bronzemedaille bei den Olympischen Winterspielen 2018.

## Karriere

### Jugend
Roy begann seine Karriere bei den Kitchener Rangers in der Ontario Hockey League und war mit 87 Punkten der Topscorer der Rangers in der Spielzeit 1999/2000, was ihm die Auszeichnung als OHL Rookie of the Year einbrachte. In der folgenden Saison konnte er diese Leistung bestätigen und erzielte 42 Tore und 39 Assists. Beim NHL Entry Draft 2001 wurde er von den Sabres an 32. Stelle ausgewählt, spielte aber weiterhin in der OHL. In der Spielzeit 2001/02 stellte er neue Karriererekorde für erzielte Tore und gesammelte Punkte auf und blieb der Topscorer der Rangers. In seiner letzten OHL-Saison 2002/03 wurde er in die kanadische Juniorennationalmannschaft berufen, um an den U20-Weltmeisterschaften teilzunehmen. Er kehrte mit dem Gewinn der Silbermedaille zurück, außerdem erhielt er die Ehrung Spieler des Tages. Im gleichen Jahr konnten die Rangers den Memorial Cup gewinnen, wobei Roy als Mannschaftskapitän fungierte und sowohl den Wayne Gretzky 99 Award als auch die Stafford Smythe Memorial Trophy gewann.

### NHL

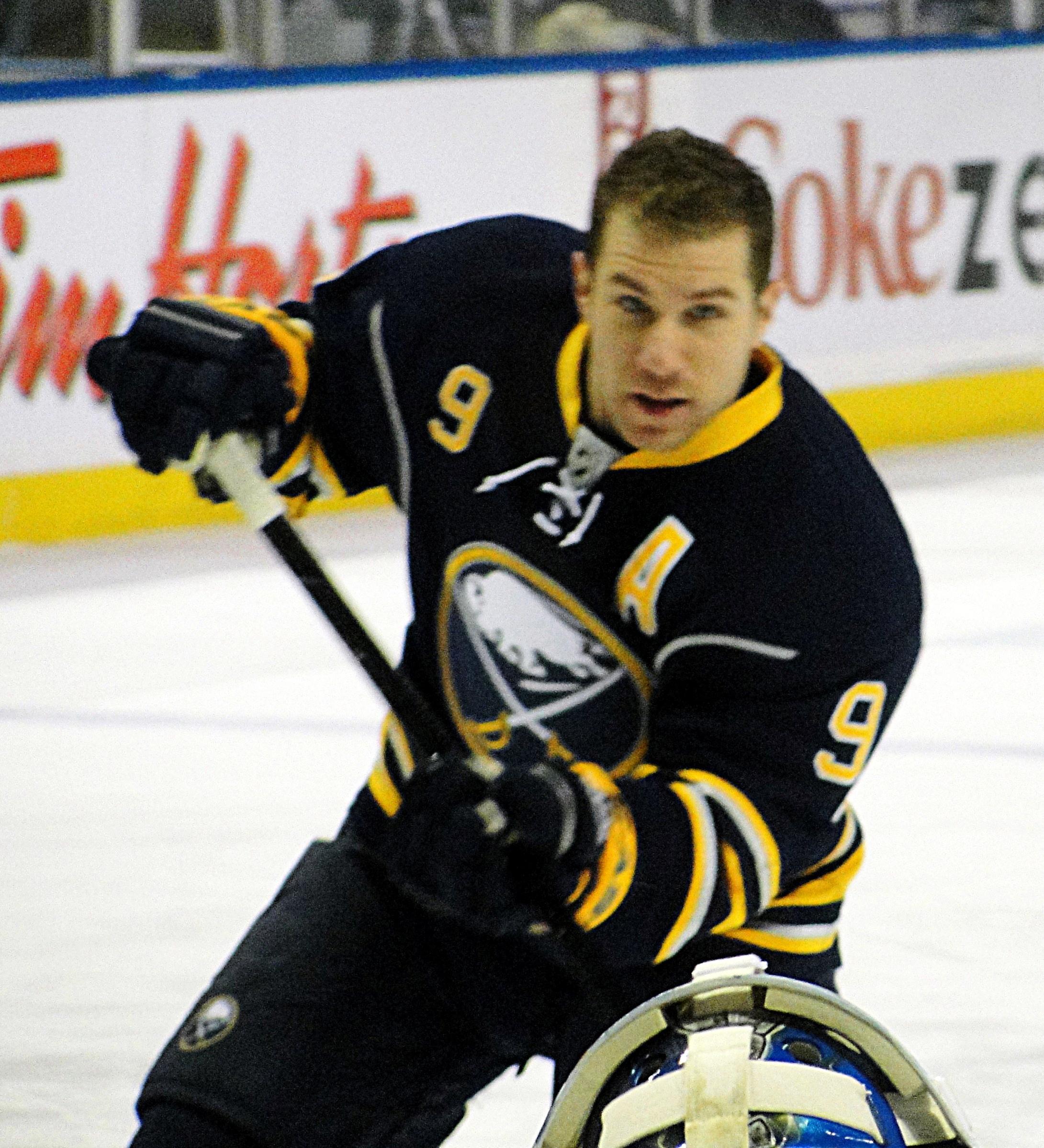
Derek Roy als Spieler der Buffalo Sabres

Zur Spielzeit 2003/04 schickten die Sabres Roy zunächst zu den Rochester Americans in die American Hockey League. Allerdings absolvierte er nur 26 Spiele für die Amerks, da er einen Großteil der Saison für die Sabres in der NHL spielte. Roy kehrte dann zu den Americans zurück, da die NHL-Saison 2004/05 wegen des Lockout abgesagt wurde. Zu Beginn der folgenden Saison schaffte er es im Trainingslager der Sabres nicht, in den NHL-Kader berufen zu werden und begann die Spielzeit wiederum bei den Amerks. In 8 Spielen für Rochester konnte er 20 Scorerpunkte erzielen, so dass er von den Sabres in den NHL-Kader berufen wurde und sich seitdem dort etabliert hat.
Im Juli 2013 unterzeichnete Roy einen Einjahresvertrag bei den St. Louis Blues. Ein Jahr später schloss er sich als Free Agent den Nashville Predators an, wo er einen Einjahresvertrag unterzeichnete und dort rund eine Million Dollar verdient. Nach nur 26 Spielen für die Predators, in denen er zehn Punkte erzielte, wurde er im Austausch für Mark Arcobello zu den Edmonton Oilers transferiert. Dort beendete er die Spielzeit 2014/15, erhielt jedoch darüber hinaus keinen Vertrag. Die Saisonvorbereitung verbrachte er bei den Washington Capitals auf Probebasis, erhielt dort jedoch keinen festen Vertrag.

### Europa
Daraufhin wechselte Roy im Oktober 2015 in die Schweizer National League A, wo er einen Einjahresvertrag beim SC Bern unterzeichnete, mit dem er 2016 den Meistertitel gewann. Im Juli 2016 wurde sein Wechsel in die Kontinentale Hockey Liga zum HK Awangard Omsk bekannt. Er verließ den Klub aber bereits Anfang November wieder, da er im Tausch gegen Danil Gubarew zum Ligarivalen HK Traktor Tscheljabinsk transferiert wurde. Für Tscheljabinsk erzielte er 12 Scorerpunkte in 40 KHL-Partien, ehe er die KHL im Sommer 2017 verließ und zum Linköpings HC in die Svenska Hockeyligan wechselte. In seiner ersten Saison dort  wurde er mit 35 Punkte (12 Tore, 23 Vorlagen) aus 45 Spielen teaminterner Topscorer. In der Saison 2018/19 war Roy erneut Topscorer des LHC in der Hauptrunde, war mit 42 Scorerpunkten zudem ligaweit der drittbeste Scorer und mit 34 Torvorlagen drittbester Vorlagengeber der Liga. Da der LHC jedoch die Play-offs 2019 verpasste, wurde dort vom Management ein Umbruch eingeleitet, so dass Roy trotz seiner sehr guten Leistungen keinen neuen Vertrag erhielt. Er wurde daraufhin im Mai 2019 vom EHC Red Bull München verpflichtet, konnte aber aufgrund einer schweren Schulterverletzung nur 10 Spiele bestreiten, in denen er sieben Punkte erzielte. Nach der Spielzeit 2020/21, in der er nur unwesentlich mehr Partien für München absolvierte, beendete er seine aktive Karriere.

### International
Derek Roy nahm mit der kanadischen Nationalmannschaft an den Junioren-Weltmeisterschaften 2003 teil und gewann die Silbermedaille. Fünf Jahre später wiederholte er diesen Erfolg mit der Herrenauswahl Kanadas, wobei er mit zehn Scorerpunkten zu den besten Scorern im Team Canada gehörte. Bei den Olympischen Winterspielen 2018 gewann er mit der kanadischen Auswahl, die ohne NHL-Spieler antrat, die Bronzemedaille. Roy führte die Mannschaft dabei (gemeinsam mit Maxim Noreau) in Scorerpunkten (7) an.

## Erfolge und Auszeichnungen
| - 2000 OHL All-Rookie-Team - 2000 Emms Family Award - 2000 CHL All-Rookie-Team - 2001 Teilnahme am CHL Top Prospects Game - 2003 J.-Ross-Robertson-Cup-Gewinn mit den Kitchener Rangers - 2003 Wayne Gretzky 99 Award | - 2003 Memorial-Cup-Gewinn mit den Kitchener Rangers - 2003 Stafford Smythe Memorial Trophy - 2003 Memorial Cup All-Star-Team - 2004 Teilnahme am NHL YoungStars Game - 2015 Spengler-Cup-Gewinn mit dem Team Canada - 2016 Schweizer Meister mit dem SC Bern |

### International
| - 2000 Silbermedaille bei der World U-17 Hockey Challenge - 2003 Silbermedaille bei der U20-Junioren-Weltmeisterschaft - 2008 Silbermedaille bei der Weltmeisterschaft | - 2009 Silbermedaille bei der Weltmeisterschaft - 2018 Bronzemedaille bei den Olympischen Winterspielen |

## Karrierestatistik

### International
Vertrat Kanada bei:
- U20-Junioren-Weltmeisterschaft 2003
- Weltmeisterschaft 2008
- Weltmeisterschaft 2009
- Olympischen Winterspielen 2018

(Legende zur Spielerstatistik: Sp oder GP = absolvierte Spiele; T oder G = erzielte Tore; V oder A = erzielte Assists; Pkt oder Pts = erzielte Scorerpunkte; SM oder PIM = erhaltene Strafminuten; +/− = Plus/Minus-Bilanz; PP = erzielte Überzahltore; SH = erzielte Unterzahltore; GW = erzielte Siegtore; 1 Play-downs/Relegation; Kursiv: Statistik nicht vollständig)